# Sieskind Sieskind

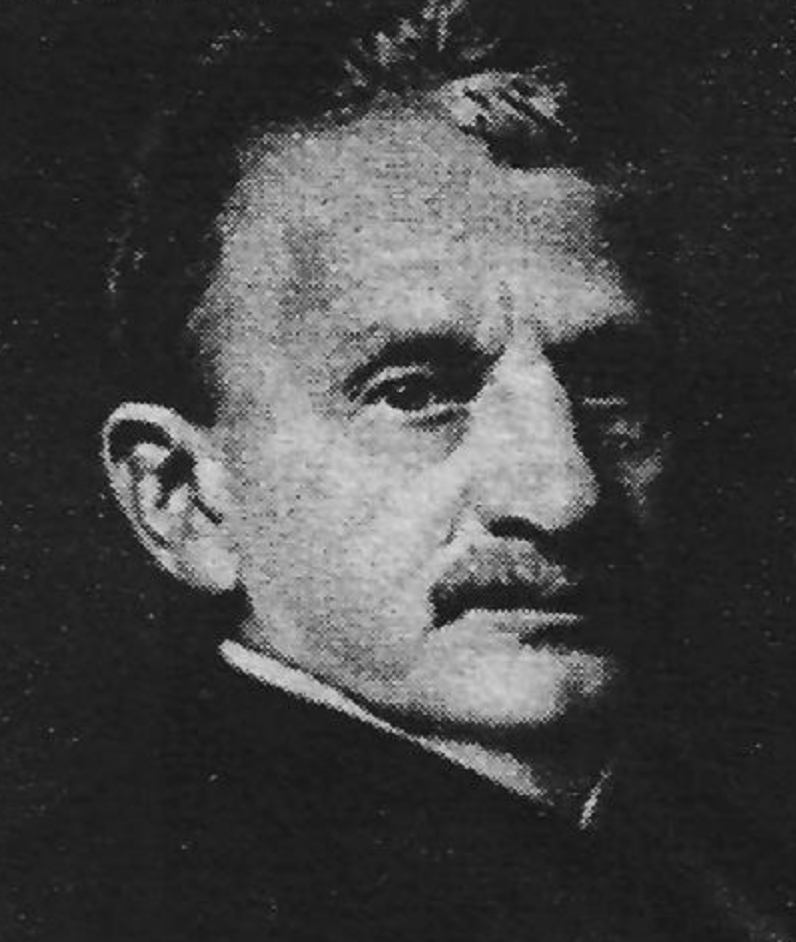
Sieskind Sieskind

Sieskind Sieskind (geboren 28. August 1833 in Ballenstedt; gestorben 23. März 1925 in Leipzig) war ein deutscher Bankier, Philanthrop, Millionär und Ehrenbürger von Ballenstedt.

## Leben

### Herkunft und Familie
Sieskind war Sohn des Ballenstedter Großkaufmanns, Stadtrat und Hofagenten Jakob Herz Sieskind (1800–1861) und dessen Ehefrau Mathilde, geb. Oppenheim (1809–1891). Er heiratete Marie, geb. Laskau (1839–1908) und bekam mit ihr drei Kinder, nämlich Amalie, spätere Ehefrau des Bankiers und Generalkonsul Georg Schreiber, Elsbeth, spätere Ehefrau von Eugen Michael Maas und das spätere NS-Opfer Jakob Sieskind (1872–1943).

### Karriere
Sieskind wuchs unter dem Einfluss des Anhalt-Bernburger Landesrabbiners Salomon Herxheimer in einem der jüdisch-religiösen Reformbewegung zugeneigten Elternhaus auf. Er absolvierte eine kaufmännische Ausbildung mit längerem Arbeitsaufenthalt in England. Im Jahr 1860 wurde er Mitglied der Freimaurerloge Balduin. Nachdem Anhalt-Bernburg im Jahre 1863 nach Aussterben der Fürstendynastie an das Fürstentum Anhalt-Dessau gefallen war, verlor Ballenstedt seinen Status als Residenzstadt und damit seine Kaufattraktivität. Dies führte schließlich dazu, dass Sieskind im Jahre 1871 mit seiner Familie nach Leipzig auswanderte. 

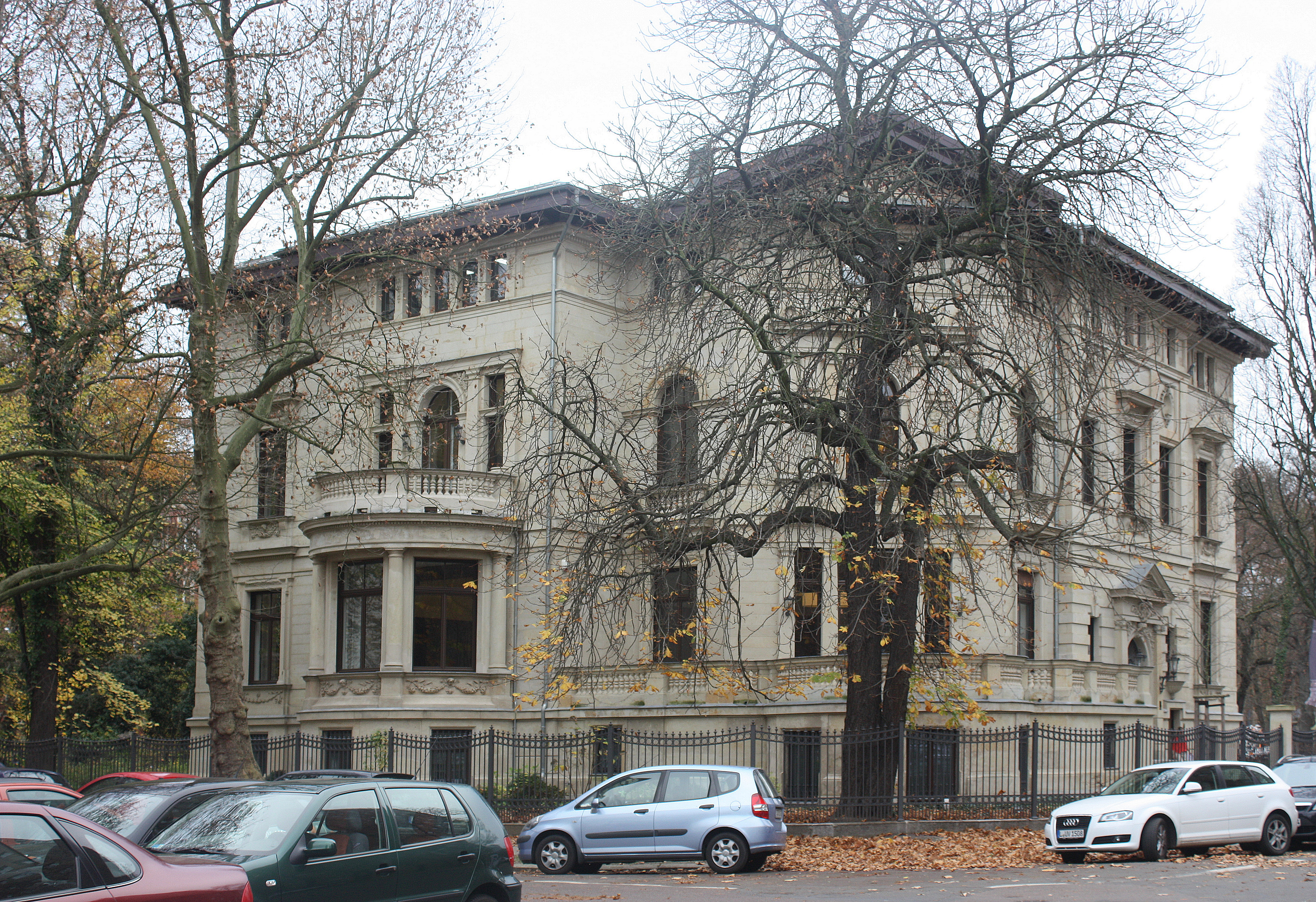
Villa Sieskind, Wächterstraße 15 (2015)

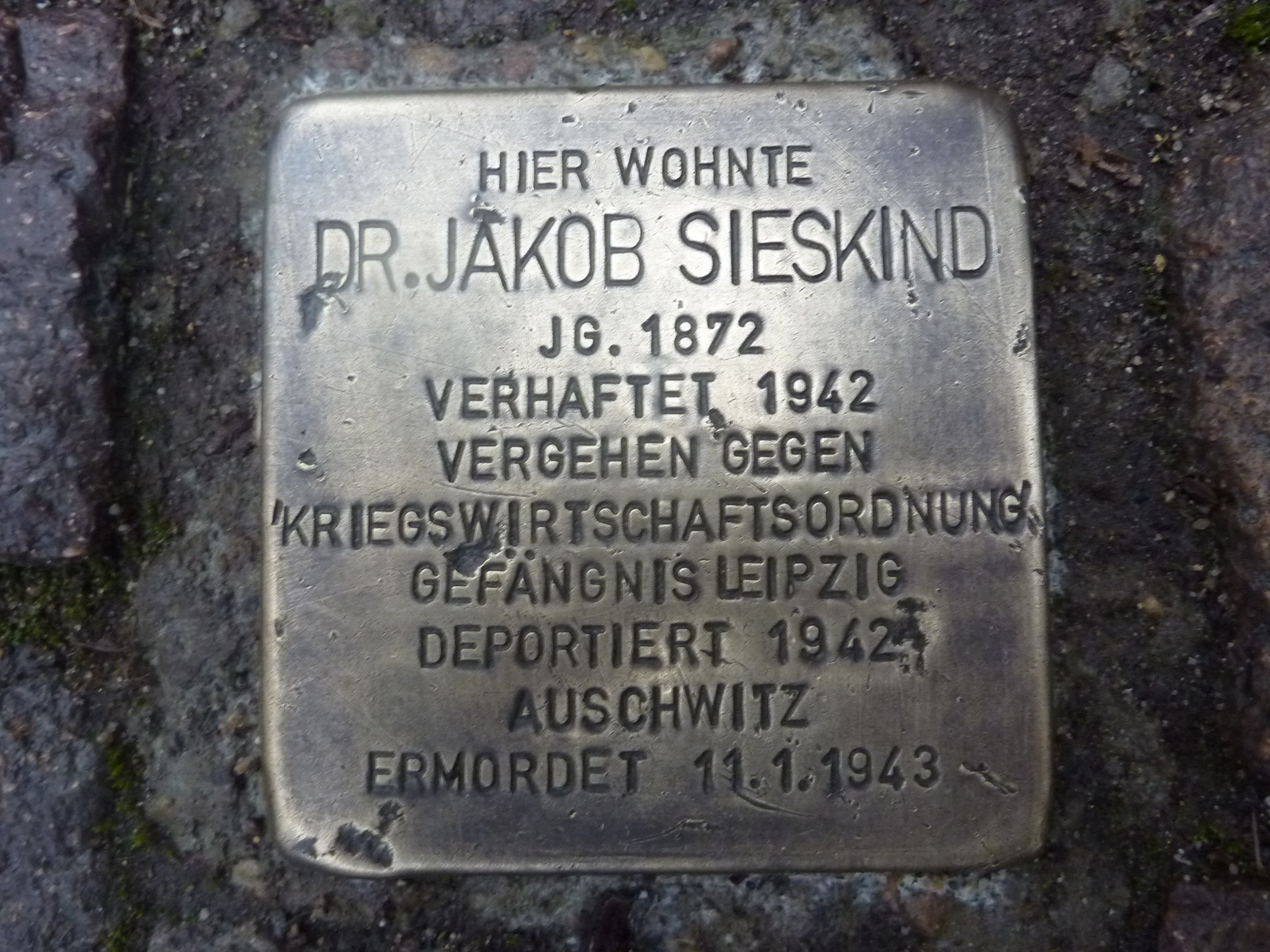
Stolperstein für Jakob Sieskind, Wächterstr. 15 / Ecke Ferdinand-Rhode-Str. (2013)

In Leipzig wurde er neben Gustav Plaut Teilhaber der Privatbank H. C. Plaut. Nachdem Gustav Plaut 1874 das Bankgeschäft verlassen hatte, wurde Sieskind alleiniger Inhaber. Nach kurzer Zeit wurde ihm die sächsische Staatsbürgerschaft und das Bürgerrecht für Leipzig verliehen. 1879 wurde er Mitglied des Zweigvereins für Handelsgeographie etc. zu Leipzig. Er ließ 1891 vom Architekten Max Pommer die von ihm und später von seinem Sohn Jakob Sieskind bewohnte Villa Sieskind im Leipziger Musikviertel, Wächterstraße 15, errichten. Vor dem Grundstück erinnert ein 2011 verlegter Stolperstein an das Schicksal von Jakob Sieskind.
Im Jahre 1896 wirkte er als Aufsichtsratsmitglied der Sächsischen Bodencreditanstalt in Dresden. Er war Mitglied der Leipziger Handelskammer. Er wirkte Anfang der 1900er als stellvertretender Vorsitzender der I. Abteilung der Börse zu Leipzig.
Sieskind war 1910 Vorsitzender der Deutschen Spitzenfabrik AG, der Sächsischen Wollgarn AG und einer Braunkohlen-Industrie-Gesellschaft. Bis dahin war er schon lange Millionär und führte den Titel eines Geheimen Kommerzienrats. In Ballenstedt setzte er sich mit seinen Geschwistern für die Schaffung einer Sieskindstraße, nach seinem Vater benannt, ein. Dieser Straßenname existiert bis heute. Im Jahr 1912 betrug sein Vermögen 7,3 Millionen Mark, was ihn zu einem der reichsten Menschen im Königreich Sachsen machte. Sieskind betätigte sich in Leipzig und im Rest des Deutschen Kaiserreiches philanthropisch und spendete unter anderem dem Hilfsverein der Deutschen Juden sowie 1902 den Schülern der Handelsschule Leipzig 10.000 Mark und stiftete 1905 für Abiturienten der Leipziger Öffentlichen Handelslehranstalt 10.000 Mark.